# 布魯西利夫區

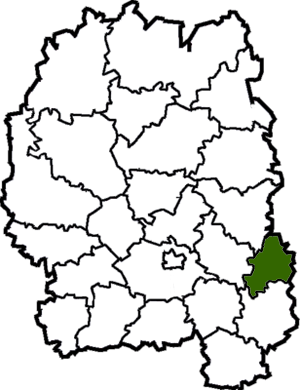
撤销前布魯西利夫區在日托米爾州的位置

布魯西利夫區（烏克蘭語：Брусилівський район），曾是烏克蘭日托米爾州的一個區，位於該國北部，行政中心設於布魯西利夫，面積625平方公里，2013年人口15,388，人口密度每平方公里24.6人。
该区在2020年7月18日的乌克兰行政区划改革中被撤销，改革后日托米爾州下分为4个区。布魯西利夫區合并至日托米爾區。